# Maladeta

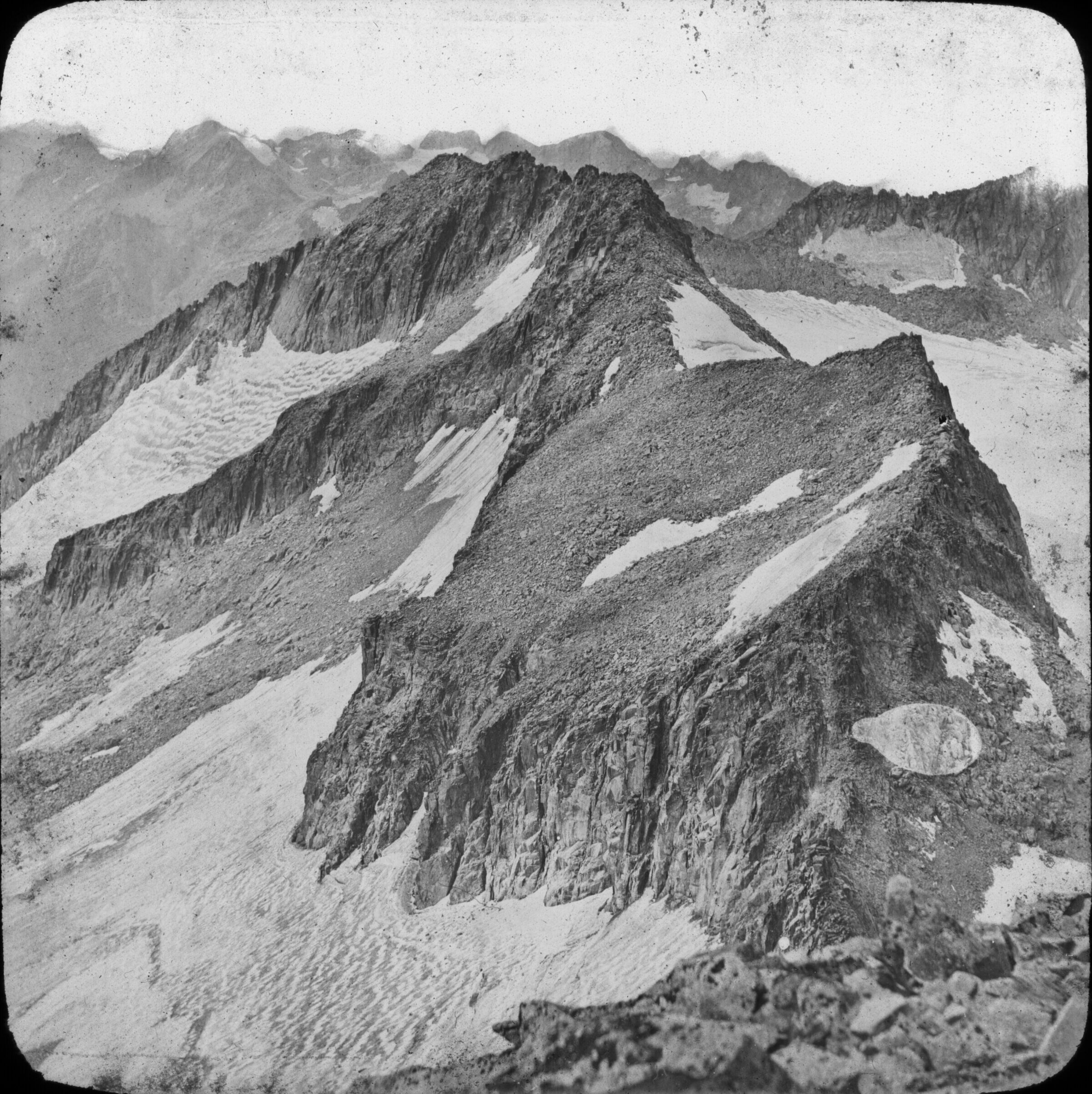
Foto van +/- 1895: De Coronas-bergtop, met de Medio en Maldito en de Pico de la Maladeta helemaal rechts, foto vanaf de top van de Aneto

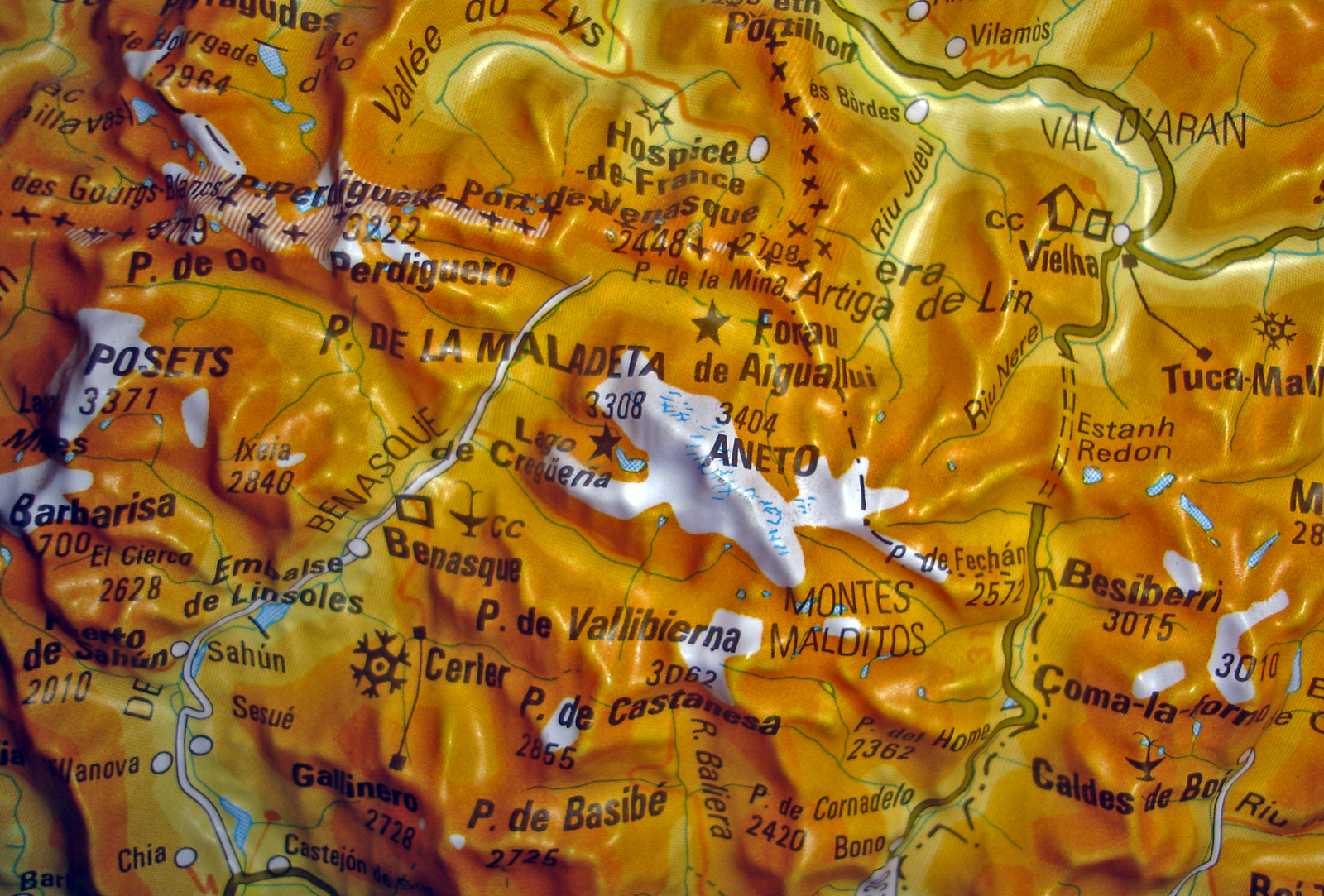
Kaart van het Maladetamassief en de valleien en bergen errond

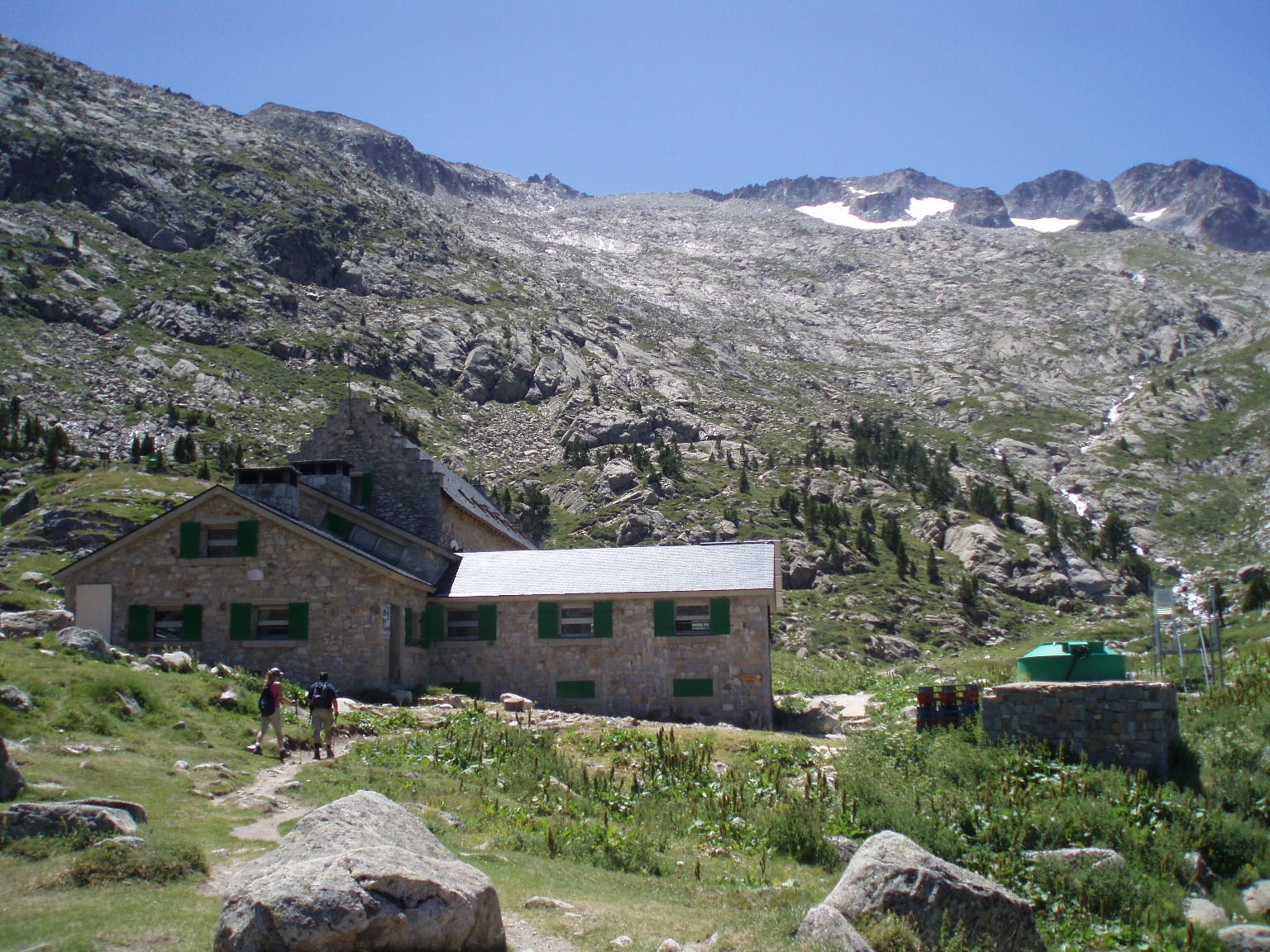
De berghut van La Renclusa

De Maladeta (voluit Pico de la Maladeta) is een 3312 meter hoge berg in de Spaanse gemeente Benasque in de Centrale Pyreneeën. De Maladeta ligt ten noordwesten van de Aneto, de hoogste berg van de Pyreneeën. De berg ligt in het Natuurpark Posets-Maladeta. 
Het massief waarin de Maladeta en de Aneto liggen werd vernoemd naar de Maladeta. Het Maladetamassief ligt ten zuiden van de hoofdkam van de Pyreneeën en ligt volledig op Spaans grondgebied. Ten westen van het Maladeta-massief ligt het Posets-massief, waarin de op één na hoogste berg van de Pyreneeën ligt, de Punta de Lardana.

## Beklimming
Vroeger dacht men dat de Maladeta hoger was dan de Aneto. Van in het dal van Benasque en vanuit Frankrijk, op de Port de Benasque, lijkt de imposante Pico de la Maladeta inderdaad de hoogste te zijn van het massief. Zo kreeg het beklimmen van de Maladeta een hogere prioriteit dan de andere toppen van het Maladeta-massief. De eerste succesvolle beklimming werd gerealiseerd door Friedrich Parrot met berggids Pierre Barrau op 15 september 1817 vanuit Luchon. 